# アキテーヌ (駆逐艦)
アキテーヌ（フランス語：Aquitaine, D 650）は、フランス海軍が採用したFREMM計画のアキテーヌ級駆逐艦1番艦。同級のなかでは対潜戦型として建造される。艦名はアキテーヌに由来する。

## 艦歴
「アキテーヌ」は、DCNSロリアン工廠で建造され、2007年3月16日に起工、2010年5月4日に進水、ニコラ・サルコジ大統領や国防相および海軍幹部他が臨席のもとで正式に命名され、2012年11月23日に就役した。
2015年10月18日から25日までスコットランド沖にて「MTMDフォーラム（Maritime Theater Missile Defense）」参加国の艦艇8隻とともに「ASD-15」演習に参加する。
12月2日から「シャルル・ド・ゴール（R 91）」空母戦闘群が展開するペルシャ湾派遣への準備を始め、2016年1月にはオマーン湾にて「GASWEX 2016（Gulf Anti Submarine Warfare Exercise）」に参加したのち、第50任務部隊と合流した。